# Kimula elongata
Kimula elongata is een hooiwagen uit de familie Minuidae.